# Joan Baez
Joan Chandos Báez (New York, 9 januari 1941) is een Amerikaanse folkzangeres en liedjesschrijfster, die ook bekendstaat om haar actieve politieke betrokkenheid.

## Biografie

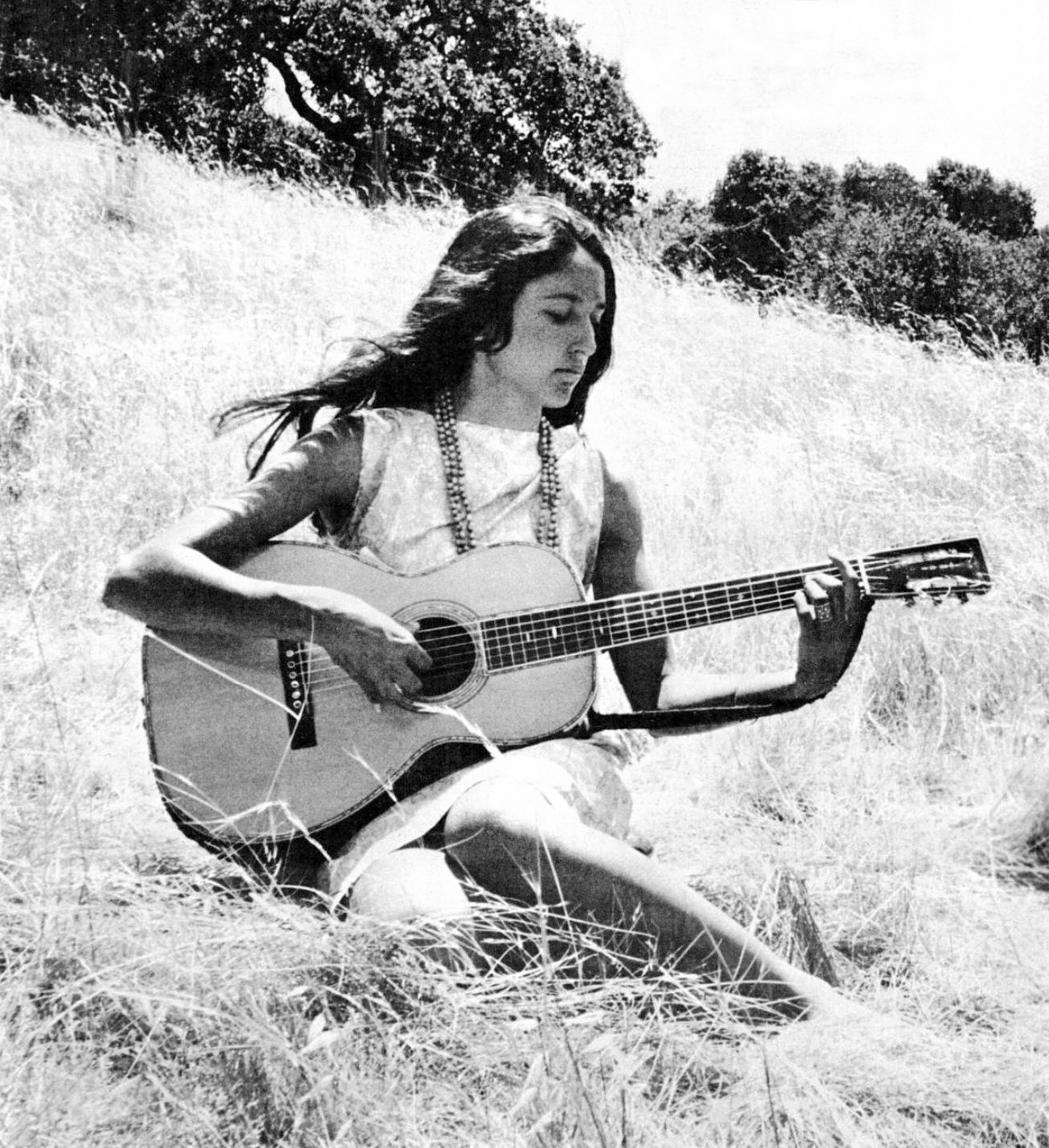
Joan Baez in 1965

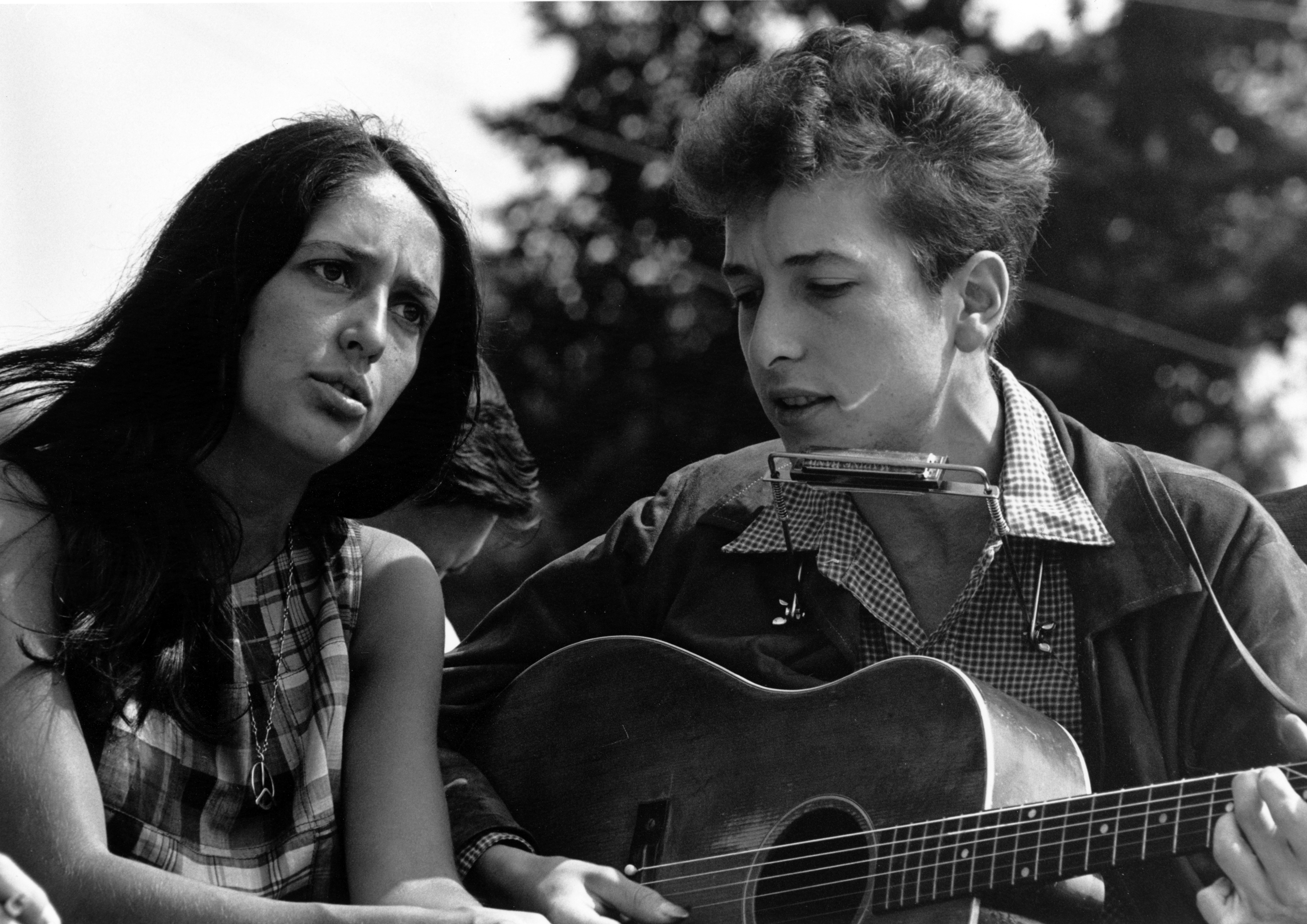
Joan Baez en Bob Dylan (1963)

Joans vader Albert Baez (1912–2007), werd geboren in Puebla (Mexico), maar groeide op in het New Yorkse stadsdeel Brooklyn. Hij was mede-uitvinder van de röntgenmicroscoop.
Joans moeder Joan Bridge werd geboren in Edinburgh, de hoofdstad van Schotland. Ze stierf op 20 april 2013, enkele dagen na haar honderdste verjaardag.
Baez groeide samen met haar twee zusters op in een quaker-gezin. Ook Joans zusters waren zowel zangeres als muzikant. Haar oudste zus, Pauline Thalia Baez Bryan (1938–2016), noemde zich tijdens haar professionele loopbaan Pauline Marden. De jongste zus was Margarita Mimi Baez Fariña (1945–2001). Deze zus genoot in de VS een behoorlijke bekendheid als Mimi Fariña. Daarnaast waren beide zusters, zij het minder gedreven dan Joan, ook politiek activistisch bezig. Net als Joan waren zij gehuwd met Amerikaanse artiesten – Pauline was kortdurend getrouwd met kunstschilder Brice Marden, Mimi trouwde met schrijver en muzikant Richard Fariña, met wie ze een aantal jaar samen werkte.
Het gezin Baez bekeerde zich tot de Quakers tijdens Joans kleutertijd. Zij is zich altijd blijven identificeren met de Quaker-traditie, en dan vooral op het vlak van het pacifisme en sociale vraagstukken.
Baez bracht een groot deel van haar jongere jaren door in het gebied van de San Francisco Bay. Gedurende haar jeugd was Baez regelmatig slachtoffer van racistische opmerkingen en discriminatie als gevolg van haar Mexicaanse afkomst. Zo raakte zij al vroeg in haar carrière betrokken bij verschillende sociale bewegingen als algemene burgerrechten en geweldloosheid en sociale gerechtigdheid. Ze weigerde dan ook in gescheiden witte studentenlocaties te spelen. Daardoor speelde ze tijdens haar tournees door het Zuiden alleen op zwarte hogere opleidingen.
Joan Baez trouwde op 26 maart 1968 met David Harris (een activist tegen de Vietnamoorlog, die dienst weigerde). Zij scheidden in 1973, maar bleven altijd vrienden. Zij hebben een zoon Gabriel, geboren in december 1969, die vooral bij Joan opgroeide en regelmatig met zijn moeder optreedt als percussionist en drummer.

## Muziek
Joan werd vooral bekend door haar songs tegen oorlog en voor vrijheid en algemene burgerrechten. Een bekende song staat op het album The times they are a-changin', dat is het nummer 'With God On Our Side', dat ze samen met Bob Dylan ten gehore bracht. Haar eerste album "Joan Baez" werd opgenomen in 1960 in de ballroom van het Manhattan Towers Hotel in New York.
Baez debuteerde in 1959 op het eerste Newport Folk Festival, daar was zij in 2009 tijdens de vijftigste aflevering ook weer aanwezig voor een live-optreden. In 1969 speelde ze op het beroemde Woodstock. In 1986 trad ze samen met Bono en Peter Gabriel op in een hotellobby samen met de toenmalige Sabena Crew.
In 2008 verscheen het door Steve Earle geproduceerde album Day After Tomorrow. Hiermee is de trilogie van albums die zij samen met Steve Earle maakte, compleet. Na het album Dark Chords On a Big Guitar, uit 2003 en het livealbum Bowery Songs, dat in 2005 verscheen. Van Baez zijn sinds 1960 40 albums en cd’s verschenen.
Joan Baez geldt nog altijd als een van de prominentste leden van de protestgeneratie. Ze is nog steeds betrokken bij acties voor maatschappelijke rechtvaardigheid. In 2008 was zij in Londen om de verjaardag van Nelson Mandela een muzikaal tintje te geven. Gedurende haar lange carrière kreeg ze een groot aantal onderscheidingen waaronder een groot aantal gouden platen en in 2007 de Grammy Lifetime Achievement Award.
De 2009 Tour bracht haar naar de lage landen: 17 oktober in de Stadsschouwburg in Brugge, 20 oktober in Carré in Amsterdam, 7 november in de Oosterpoort in Groningen en 8 november in Arenbergschouwburg in Antwerpen.
Tijdens de Lentetour van 2011 in Frankrijk en de Scandinavische landen trad Joan Baez op in het Muziekgebouw Frits Philips in Eindhoven op 13 april.

## Discografie van studio- & livealbums

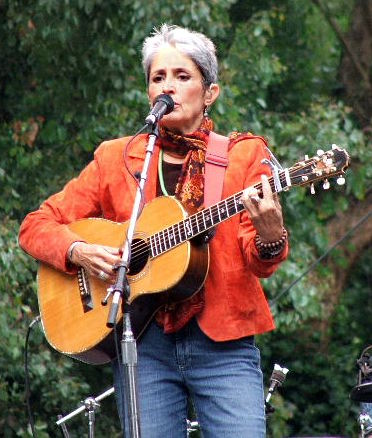
Joan Baez op Bluegrass Festival 2005

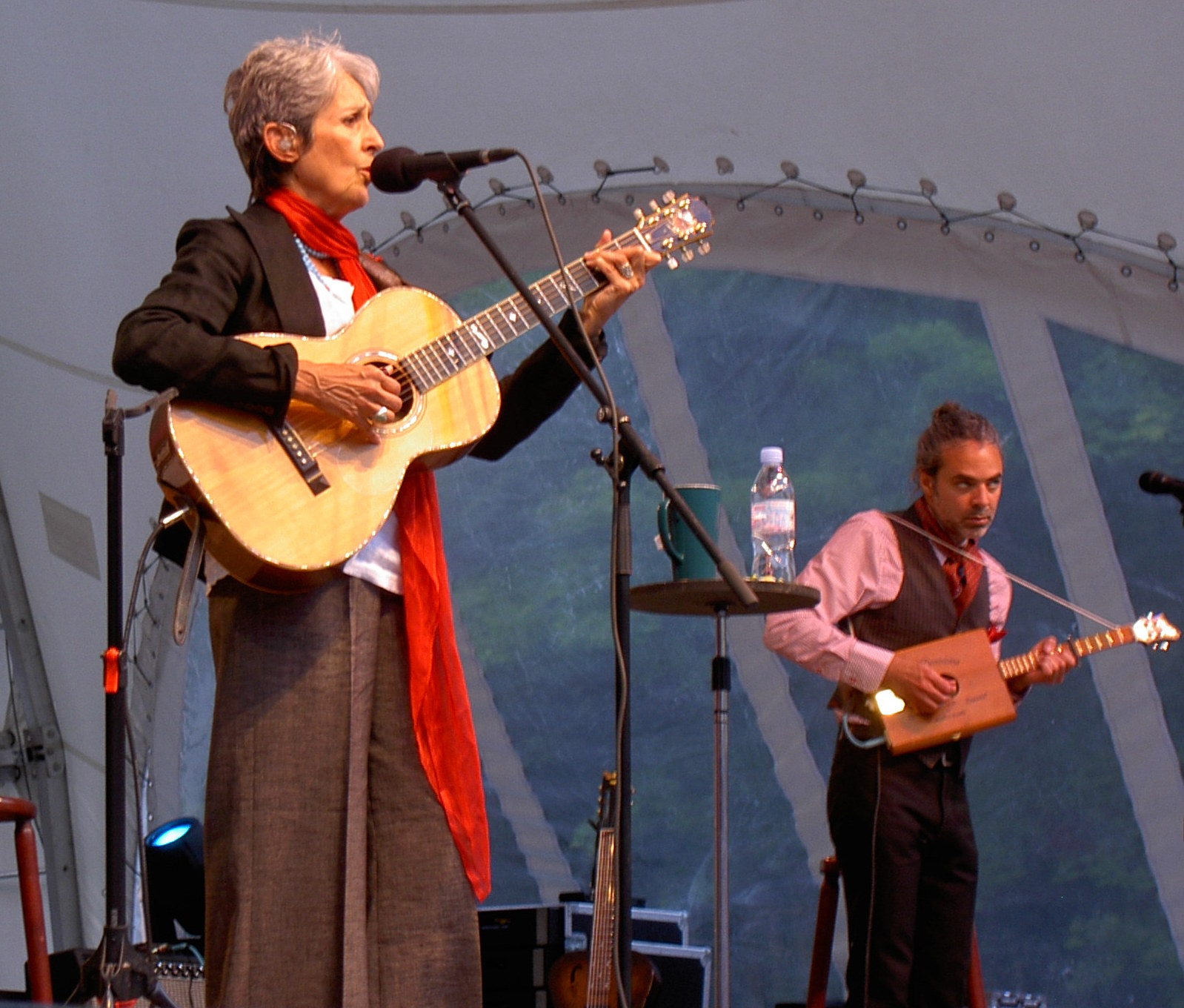
Joan Baez in Dresden in 2008

- Joan Baez, Vanguard (november 1960)
- Joan Baez, Vol. 2, Vanguard (oktober 1961)
- Joan Baez in Concert, Vanguard (september 1962)
- Joan Baez in Concert, Part 2, Vanguard (november 1963)
- Joan Baez/5, Vanguard (november 1964)
- Farewell Angelina, Vanguard (november 1965)
- Noël, Vanguard (december 1966)
- Joan, Vanguard (augustus 1967)
- Baptism: A Journey Through Our Time, Vanguard (juni 1968)
- Any Day Now (Songs of Bob Dylan), Vanguard (december 1968)
- David's Album, Vanguard (mei 1969)
- One Day at a Time, Vanguard (januari 1970)
- Carry It On (Soundtrack Album), Vanguard (1971)
- Blessed Are..., Vanguard (1971)
- Come from the Shadows, A&M (april 1972)
- Where Are You Now, My Son?, A&M (maart 1973)
- Gracias A la Vida, A&M (juli 1974)
- Diamonds & Rust, A&M (april 1975)
- From Every Stage, A&M (februari 1976)
- Gulf Winds, A&M (november 1976)
- Blowin' Away, CBS (juli 1977)
- Honest Lullaby, CBS (april 1979)
- Live -Europe '83, Gamma (januari 1984)
- Recently, Gold Castle (juli 1987)
- Diamonds & Rust in the Bullring, Gold Castle (december 1988)
- Speaking of Dreams, Gold Castle (november 1989)
- Play Me Backwards, Virgin (oktober 1992)
- Ring Them Bells, Guardian (augustus 1995)
- Gone from Danger, Guardian (september 1997)
- Dark Chords on a Big Guitar, Koch (oktober 2003)
- Bowery Songs, Proper Records (september 2005)
- Ring Them Bells (reissue double-disc with bonus tracks), Proper Records (februari 2007)
- Day After Tomorrow, Proper Records (september 2008)

Op "Joan Báez 1960" zijn de volgende nummers te horen:
- Silver Dagger
- East Virginia
- Fare Thee Well
- House of the Rising Sun
- All My Trials
- Wildwood Flower
- Donna Donna
- John Riley
- Rake and Rambling Boy
- Little Moses
- Mary Hamilton
- Henri Martin
- El Preso Numero Nueve

## Hitnotering

### Albums
| Album met eventuele hitnotering(en) in de Nederlandse Album Top 100 | Datum van verschijnen | Datum van binnenkomst | Hoogste positie | Aantal weken | Opmerkingen |
| ------------------------------------------------------------------- | --------------------- | --------------------- | --------------- | ------------ | ----------- |
| Day after tomorrow                                                  | 2008                  | 20-09-2008            | 70              | 3            |             |

| Album met hitnotering(en) in de Vlaamse Ultratop 200 albums | Datum van verschijnen | Datum van binnenkomst | Hoogste positie | Aantal weken | Opmerkingen     |
| ----------------------------------------------------------- | --------------------- | --------------------- | --------------- | ------------ | --------------- |
| 75th birthday celebration                                   | 2016                  | 25-06-2016            | 116             | 3            | live 2 cd + dvd |
| Whistle down the wind                                       | 2018                  | 10-03-2018            | 82              | 2*           |                 |

### Singles
| Single met eventuele hitnotering(en) in de Nederlandse Top 40 | Datum van verschijnen | Datum van binnenkomst | Hoogste positie | Aantal weken | Opmerkingen |
| ------------------------------------------------------------- | --------------------- | --------------------- | --------------- | ------------ | ----------- |
| The night they drove old Dixie down                           | 1971                  | 16-10-1971            | 9               | 7            | Alarmschijf |

### NPO Radio 2 Top 2000
| Nummer met noteringen in de NPO Radio 2 Top 2000 | '99  | '00  | '01  | '02  | '03  | '04  | '05  | '06  | '07  | '08  | '09  | '10  |
| ------------------------------------------------ | ---- | ---- | ---- | ---- | ---- | ---- | ---- | ---- | ---- | ---- | ---- | ---- |
| The Night They Drove Old Dixie Down              | 1380 | 1295 | 1475 | 1479 | 1634 | 1275 | 1382 | 1612 | 1806 | 1555 | 1851 | 1974 |

1. ↑  Een vetgedrukt getal geeft de hoogste notering aan.
2. ↑  Deze tabel is bijgewerkt tot en met de laatste editie (2024).

### Dvd's
| Dvd's met hitnoteringen in de Nederlandse Music Top 30 | Datum van verschijnen | Datum van binnenkomst | Hoogste positie | Aantal weken | Opmerkingen |
| ------------------------------------------------------ | --------------------- | --------------------- | --------------- | ------------ | ----------- |
| 75th birthday celebration                              | 2016                  | 25-06-2016            | 17              | 9            |             |